# John Jairo Mosquera
John Jairo Mosquera (Apartadó, 15 gennaio 1988) è un ex calciatore colombiano, di ruolo attaccante o ala.

## Carriera

### Club
Ha esordito nel 2009 con l'Union Berlin.

## Palmarès

### Club

#### Competizioni nazionali
- Coppa di Germania: 1

Werder Brema: 2008-2009